# Simon Paulinus
Simon Paulinus, född 10 december 1652 i Björneborg, död 25 oktober 1691 i Åbo, var en svensk präst.
Simon Paulinus var son till kyrkoherden Paulus Simonis Raumannus och bror till Johan Paulinus Lillienstedt. Han blev 1671 student vid Kungliga Akademien i Åbo, 1679 magister där, 1682 adjunkt vid filosofiska fakulteten och 1684 linguarum professor. Hans föreläsningar, som även sträckte sig till profangrekiska författare, väckte på sin tid mycket intresse. Under Paulinus presidium utkom en helt på grekiska författad disputation. Paulinus skrev även grekisk vers. Han verkade för att främja studiet av de orientaliska språken, och det var antagligen på hans initiativ som akademitryckeriet 1683 försågs med hebreiska stilar. Den hebreiska grammatik, som Paulinus på uppmaning av Johannes Gezelius den äldre började utarbeta, kompletterades och utgavs efter hans död av Johannes Gezelius den yngre och användes länge i den akademiska undervisningen.